# ミハイル・ヤロシェフスキー
ミハイル・グリゴリエヴィチ・ヤロシェフスキー（ロシア語: Михаил Григорьевич Ярошевский, ラテン文字転写: Mikhail Grigoryevich Yaroshevsky、1915年 8月22日- 2001年 3月22日）は、ソビエト連邦の心理学者。心理学博士。心理学教授。第二次世界大戦後、ソビエト心理学史研究を主導した人物の一人。ヘルソン出身。1937年レニングラード教育大学を卒業。中学校教師、教育大学講師を経てモスクワ大学大学院で学ぶ。1945年から1951年まで哲学研究所研究員。1951年から1964年までドゥシャンベ教育大学心理学講座主任。1963年から1965年にはタジク国立大学実験心理学実験室を指導。1964年からソビエト連邦科学アカデミー自然科学・技術史研究所部長。

## 著書
- 『19世紀の精神生理学における決定論の問題』（1961年）
- 『心理学史』（1966年）（第12章はアルトゥール・ペトロフスキーによる執筆。邦訳：天野清、清原浩、柴田義松、根津真幸、羽田節子、茂木俊彦、森岡修一共訳、明治図書出版、1973年）
- 『イワン・ミハイロヴィチ・セチェノフ』（1968年）
- 『20世紀の心理学』（1971年）
- 『西側心理学の発展と現状』（1974年）
- 『エリ・エス・ヴィゴツキー、新しい心理学の探求』（1993年）